# Konstanty Graeser-Kalicki

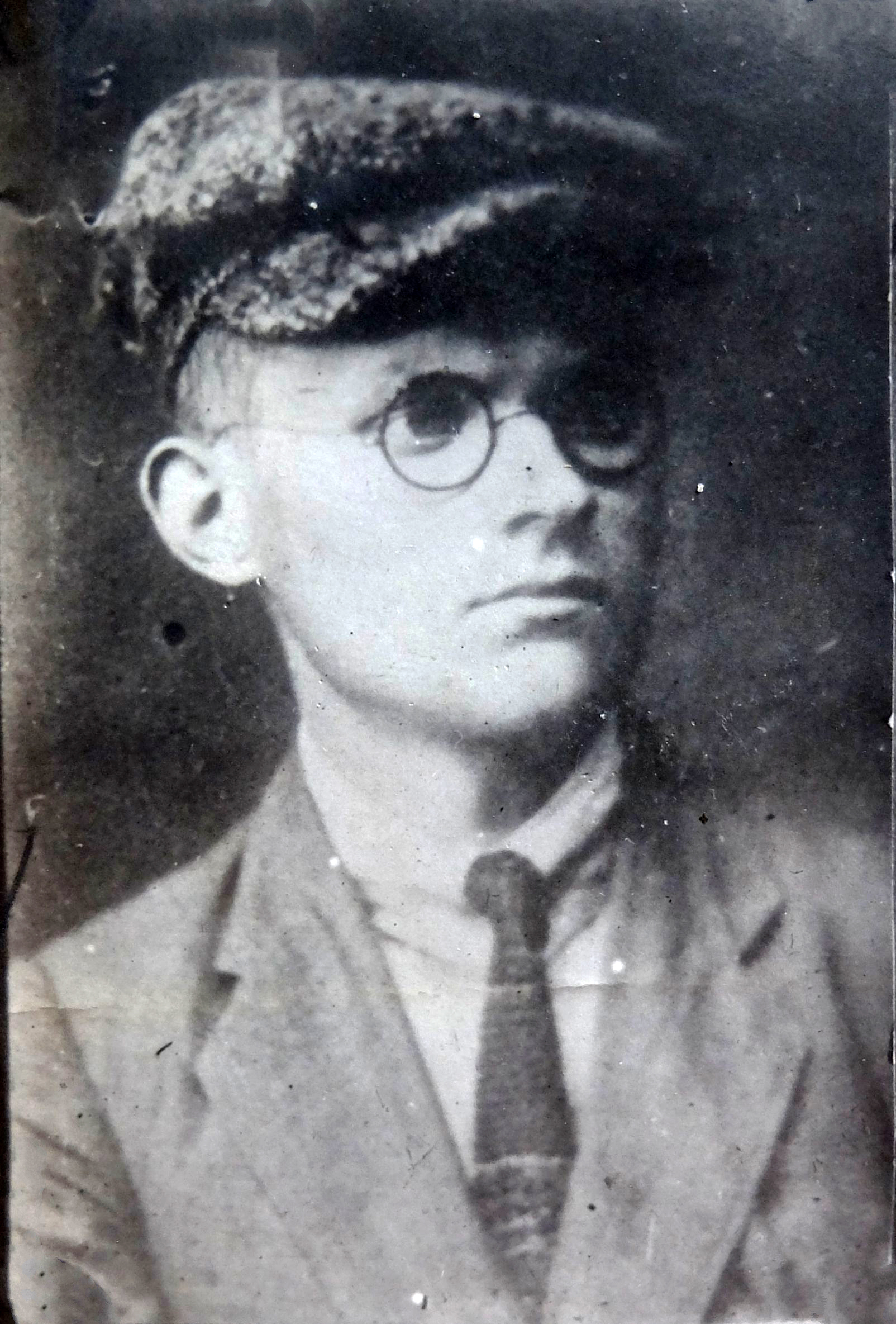
Konstanty Graeser-Kalicki 1929

Konstanty Graeser,  ps. Grobelny, Kostek, Rafał, Piotr, Janowski, Pawłowski, Górski, Guzowski, Biernacki, wreszcie używany w ZSRR - Kalicki  (ur. 7 października 1901 w Moskwie, zm. 21 września 1937 tamże)  – polski działacz komunistyczny, od 1921 w KPRP/KPP, funkcjonariusz partyjny, członek Sekretariatu KC Związku Młodzieży Komunistycznej w Polsce w 1924, zastępca członka KC KPP (1932–1937), w 1935  kierownik Sekretariatu Krajowego KC KPP, zastępca redaktora naczelnego i kierownik działu zagranicznego dziennika Trybuna Radziecka (Moskwa).

## Życiorys
Syn Pawła (Paula) Graesera (1874–1945) i Zofii (Sophie) z domu Müller (1879–1964). Rodzina pochodziła z Niemiec i była wyznania ewangelickiego. Na przełomie XIX i XX w. mieszkali w Moskwie i tam przyszedł na świat Konstanty i jego starszy brat Aleksander (1900–1983). W 1902 rodzina osiedliła się w Pabianicach, gdzie Paweł, z zawodu tkacz, awansując w hierarchii fabrycznej, został ostatecznie dyrektorem generalnym założonej przez Rudolfa Kindlera spółki akcyjnej Towarzystwo Akcyjne Wyrobów Półwełnianych R. Kindler S.A. W Pabianicach w 1903 urodziła się Anna (zm. 1974), a w 1913 najmłodsza córka Graeserów – Maria.
Do wybuchu I wojny światowej w 1914 Konstanty uczęszczał do państwowego gimnazjum rosyjskiego w Łodzi. Po wybuchu wojny przerwał naukę i pracował jako sanitariusz w Pabianicach. Ojciec dla kształcenia synów, zatrudnił trzech korepetytorów i korepetytorkę. Byli oni wszyscy sympatykami partii socjalistycznych (PPS, Poalej Syjon i SDKPiL), wolnomyślicielami i ateistami. Miało to bezpośredni wpływ na formację intelektualną i ideową rodzeństwa Graeserów.
Konstanty w listopadzie 1918 w wieku 17 lat brał udział w rozbrajaniu wojsk niemieckich w  Pabianicach, następnie wstąpił ochotniczo do 5 pułku piechoty Legionów armii odradzającego się państwa polskiego.   Po czterech miesiącach służby w pułku wrócił wraz z bratem Aleksandrem do nauki w Szkole Realnej w Pabianicach. Tutaj zetknął się z grupą radykalnej młodzieży żydowskiej z Łodzi, związanej z utworzoną w grudniu 1918 Komunistyczną Partią Robotniczą Polski (Żanna Zelikman, Gustaw Reicher).  Po maturze w 1920 ponownie ochotniczo wstąpił do Wojska Polskiego, z uwagi na niedowład lewej ręki służył przez cztery miesiące w Biurze Prasowym. Po demobilizacji w 1920 r. rozpoczął studia na wydziale prawno-ekonomicznym Uniwersytetu Poznańskiego. Na początku studiów wstąpił do Komunistycznej Partii Robotniczej Polski.  Z Poznania przyjeżdżał do Pabianic, gdzie z bratem Aleksandrem zorganizował Związek Młodzieży Komunistycznej w Polsce w oparciu o przejęte lokalne koła Związku Polskiej Młodzieży Socjalistycznej. Za działalność komunistyczną relegowany z uczelni. Poszukiwany przez policję, przeniósł się w 1922 na Uniwersytet Warszawski. We wrześniu 1922 uciekł przed aresztowaniem, emigrując do Berlina, gdzie zapisał się na Akademię Handlową, gdzie zaliczył dwa semestry, studiów jednak nie ukończył. Pochłonęła go działalność zawodowego rewolucjonisty w Klubie Komunistów Polskich. Od 1923 wraz z bratem członek Komitetu Centralnego Związku Młodzieży Komunistycznej w Polsce. Z Berlina w 1924 po raz pierwszy wyjechał do Moskwy na odbywający się tam w czerwcu-lipcu V Kongres Kominternu.
Z Moskwy został przerzucony do Polski na fałszywych dokumentach jako członek Sekretariatu KC Związku Młodzieży Komunistycznej (ZMK). Niezwłocznie po przyjeździe do Warszawy został w sierpniu 1924 aresztowany przez policję i skazany przez sąd za posługiwanie się fałszywym paszportem na 5 miesięcy więzienia a za działalność komunistyczną na 3 lata więzienia. Odsiadując wyrok, tłumaczył na język polski „Akumulację kapitału” Róży Luksemburg (znał cztery języki: niemiecki, rosyjski, francuski i angielski). Wyrok odbywał do września 1927.
W czasie jego uwięzienia jego rodzice z córkami, po bankructwie zakładów Kindlera w 1925, przeprowadzili się z Pabianic do Wolnego Miasta Gdańska, gdzie ojciec otworzył sklep  z wyrobami pabianickiego przemysłu włókienniczego. Siostra Anna studiowała romanistykę na Sorbonie w Paryżu. Brat Aleksander był również działaczem komunistycznym, członkiem KPP.
Uwolniony we wrześniu 1927, wyjechał do Wolnego Miasta Gdańska, gdzie działała wówczas siedziba Sekretariatu KC KPP, zamieszkał przy rodzicach.  Tu poznał działaczkę komunistyczną  Felicję Hejman (Fitkę), z którą się ożenił. W grudniu 1928 urodził im się syn Ryszard. Konstanty w roku 1928 działał w egzekutywie Okręgowego Komitetu KPP Górnego Śląska i Zagłębia.
W grudniu 1928 ponownie aresztowany i skazany na sześć lat więzienia za działalność komunistyczną.  Wyrok odsiadywał m.in. we Wronkach i  Rawiczu, gdzie po raz pierwszy przetłumaczył na język polski II tom „Kapitału” Karola Marksa. Był starostą komuny więziennej. W więzieniu przebywał do lipca 1932, gdy został zwolniony ze względu na stan zdrowia i wysłany na urlop chorobowy. Nie podjął jednak leczenia, władze KPP skierowały go do ZSRR, trasą przez Berlin i Hamburg. Został zastępcą komendanta Szkoły Wojskowo-Politycznej w Moskwie, której komendantem był Karol Świerczewski (funkcję pełnił w latach 1932-1933), a następnie kierownikiem polskiej sekcji Międzynarodowych Kursów Leninowskich (1933-1935) tzw. Leninówki. W Moskwie spotkał znaną mu jeszcze w Polsce Stefanię Iwińską, absolwentkę Uniwersytetu Komunistycznego im. Swierdłowa w Moskwie, którą pod koniec 1932 poślubił, w styczniu 1935 urodził im się syn Jerzy.  Na VI (ostatnim) zjeździe Komunistycznej Partii Polski, który odbył się w dniach 8–18 października 1932 w okolicach Mohylewa, został powołany w skład Komitetu Centralnego KPP jako zastępca członka.
W marcu 1935 został wysłany jako kierownik Sekretariatu Krajowego KC KPP do Polski m.in. dla prowadzenia pertraktacji z ramienia KPP (pod pseudonimem Biernacki) w sprawie utworzenia jednolitego frontu m.in. z Polską Partią Socjalistyczną i innymi ugrupowaniami lewicowymi. Funkcję kierownika Sekretariatu Krajowego KC KPP pełnił od marca do listopada 1935, po czym powrócił do ZSRR.
W latach 1936–37 był zastępcą redaktora naczelnego i kierownikiem działu zagranicznego w polskojęzycznym dzienniku Trybuna Radziecka, wydawanym w Moskwie przy KC WKP(b). Uczestnik IV Plenum KC KPP w 1936.
W okresie ”wielkiej czystki” aresztowany przez NKWD 4 sierpnia 1937. 15 września 1937 znalazł się na liście osób przeznaczonych do egzekucji, zatwierdzonej przez Politbiuro KC WKP(b). Oskarżony o „udział w organizacji antysowieckiej”. 21 września 1937 skazany przez Kolegium Wojskowe Sądu Najwyższego ZSRR na śmierć. Stracony tego samego dnia. Skremowany w krematorium na Cmentarzu Dońskim, prochy pochowano anonimowo (obecnie mogiła zbiorowa nr 1).
Zrehabilitowany postanowieniem Kolegium Wojskowego SN ZSRR 26 listopada 1955.
Po aresztowaniu Konstantego jego obie przebywające w ZSRR żony – Felicja i Stefania zostały aresztowane przez NKWD jako ‘’żony wroga ludu”, zaś  jego synowie - 5-letni Jurek i 9-letni Ryszard wysłani do domów dziecka. Chłopcy przeżyli wojnę w ZSRR i po 1945  zamieszkali w Polsce. Ryszard został inżynierem i pracował w Warszawie. Obie żony Konstantego były więźniarkami Gułagu. Felicja w 1945 wróciła do Polski, w latach 1946-1948 była sekretarką Romana Zambrowskiego jako kierownika Sekretariatu KC PPR, następnie pracowała w Wydziale Historii Partii KC PZPR. Druga żona, Stefania również została uwolniona z łagru i wróciła do syna Jurka.